# سوار بن حمدون
سَوَّار بن حَمْدون بن يحيى الإلبيري القيسي المحاربي زعيم ثائر تراس القيسية كان شجاعا عارفا بالأدب. ثار في الأندلس بناحية البراجلة بإلبيرة سنة 276 هـ والتفّت حوله بيوتات العرب، لقتال من كان هناك من العجم والمولدين والأموين. فاستفحل أمره، واستولى على عدة حصون. ولم تطل مدته. مات قتيلا, له شعر جيد

## نسبه
- هو : «سوار بن حمدون بن يحيى من محارب بن خصفة بن قيس عيلان بن مضر بن نزار بن معد بن عدنان»[2]

## ثورته
كان سوار بن حمدون بن يحيى القيسي ثار بِنَاحِيَة البراجلة من كورة إلبيرة فِي سنة سِتّ وَسبعين وَمِائَتَيْنِ وَهِي السّنة الثَّانِيَة من ولَايَة الْأَمِير عبد الله  ابْن مُحَمَّد وأنضوت إِلَيْهِ بيوتات الْعَرَب من إلبيرة وجيان ورية وَغَيرهَا عِنْد مَا تميزت الْأَحْزَاب بالعصبية وشبوا نَار الْفِتْنَة وَكَانَ مُبْتَدأ رئاسة سوار هَذَا أَنه كَانَ صاحباً ليحيى بن صقالة أول الخارجين بالبراجلة بِهَذِهِ الدعْوَة عَن أستبصار شَدِيد وحمية فصب على المولدين والعجم مِنْهُ وَمن أَصْحَابه أعظم آفَة إِلَى أَن أَصَابُوا مِنْهُ غرَّة فثاروا بِهِ بَغْتَة وقتلوه فرأس أَصْحَابه بعده سواراً هَذَا فأشتد بِهِ أَمرهم وَقَامَ طَالبا بثأر صَاحبه وَكَانَ شجاعا محرباً فَكثر أَتْبَاعه وأشتدت شوكته وأعتز الْعَرَب بمكانه فلفف جموعها وَحمى ذمارها وسعى لإدراك ثارها وَقصد حصناً أجتمع فِيهِ من المولدين والنصاري نَحْو من سِتَّة أُلَّاف رجل فنازلهم بالعرب حَتَّى قهرهم وَأخرج نابلاً رئيسهم الْمُقِيم فِيهِ عَنهُ وَملكه وَكَانَ نابل قد أنتزعه من يحيى بن صقالة فأسترده سوار إِلَى ملكه
ثمَّ افْتتح حصون المسالمة وَالنَّصَارَى حصناً حصناً وَقتل من ظفر بِهِ وغنم أَمْوَالهم ولقيه جعد بن عبد الغافر عَامل الْأَمِير عبد الله فَهَزَمَهُ سوار وَقتل من أَصْحَابه نَحْو من سَبْعَة أُلَّاف وَأسر جَعدًا فَمن عَلَيْهِ وَأطْلقهُ وأبلغه وأمنه
وَغلظ أمره فأستبق حِينَئِذٍ إِلَى حصن غرناطة بِالْقربِ من مَدِينَة إلبيرة وَصعد إِلَيْهِ فتبوأه دَارا أجتمعت إِلَيْهِ فِيهِ عرب كورة إلبيرة وكاتبته عرب النواحي إِلَى حُدُود قلعة رَبَاح وَغَيرهَا وَكَانَت دَار الداخلين إِلَى الأندلس من بكر ابْن وَائِل فصاروا إلبا مَعَه على المولدين وبجح سوار بماتهيأ لَهُ على أعدائه وعلت همته وأملته الْعَرَب وَعلا فِي النَّاس ذكره وَقَالَ الْأَشْعَار الجزلة وَأكْثر الفخار بِنَفسِهِ وَقَومه ذكر ذَلِك ابْن حَيَّان وَحكى أَنه أوقع بأصحاب ابْن حفصون ثَانِيَة وَيُقَال إِن قتلاهم كَانُوا فِيهَا اثنى عشر ألفا وتعرف ب وقيعة الْمَدِينَة قَالَ وَقد ذكرهَا سعيد بن جودي السَّعْدِيّ صَاحب سوار والوالي رئاسة الْعَرَب بعده فِي شعر لَهُ مِنْهُ
وَلما رأونا رَاجِعين إِلَيْهِم     توَلّوا سرَاعًا خوف وَقع المناصل
فسرنا إِلَيْهِم والرماح تنوشهم  كوقع الصَّيَاصِي تَحت رهج القساطل
فَلم يبْق مِنْهُم غير عان مصفد  يُقَاد أَسِيرًا موثقًا فِي السلَاسِل
وَآخر مِنْهُم هارب قد تضايقت  بِهِ الأَرْض يهفو من جوى وبلابل
وَمِنْه
لقد سل سوار عَلَيْكُم مهنداً   يجذ بِهِ الهامات جذ المفاصل
بِهِ قتل الله الَّذين تحزبوا  علينا وَكَانُوا أهل إفْك وباطل
سما لبنى الْحَمْرَاء إِذْ حَان حينهم  بِجمع كَمثل الطود أرعن رافل
أدرتم رحى حَرْب فدارت عَلَيْكُم   لحتف قد أفناكم بِهِ الله عَاجل
لَقِيتُم لنا ملمومة مستجيرة  تجيد ضراب الْهَام تَحت العوامل
بهَا من بني عدنان فتيَان غَارة  وَمن آل قحطان كَمثل الأجادل
يقودهم لَيْث هزبر ضبارم   محش حروب ماجد غير خامل
أرومته من خير قيس سما بِهِ   إِلَى الْمجد قدماً والعلا كل فَاضل
لَهُ سُورَة قيسية عَرَبِيَّة  بهَا ذاد عَن دين الْهدى كل جَاهِل
وَهِي طَوِيلَة وَقَالَ فِي ذَلِك
فَمَا كَانَ إِلَّا سَاعَة ثمَّ غودروا  كَمثل حصيد فَوق ظهر صَعِيد
وَقَالَ أَيْضا قصيدة أُخْرَى ذكر فِيهَا أسر جعد بن عبد الغافر يُخَاطب المولدين
لم تزالوا تَبْغُونَهَا عوجا حَتَّى  وردتم للْمَوْت شَرّ وُرُود
فاصطلوا حرهَا وحر سيوف     تتلظى عَلَيْكُم كالوقود
قد قتلناكم بِيَحْيَى وَمَا إِن   كَانَ الحكم الْإِلَه بالمردود
هجتم يَا بني العبيد ليوثاً  لم يَكُونُوا عَن ثارهم بقعود
جَاءَكُم ماجد يَقُود إِلَيْكُم     فتية ذادة كَمثل الْأسود
يطْلب الثار ثار قوم كرام    آزروا بالعهود بعد العهود
فأستباح الْحَمْرَاء لم يبْق مِنْهُم   غير عان فِي قده مصفود
قد قتلنَا مِنْكُم ألوفا وَمَا يعدل   قتل الْكَرِيم قتل العبيد
فلئن كَانَ قَتله غدرة مَا    كَانَ بالنكس لَا وَلَا الرعديد
يُرِيد يحيى بن صقالة أَمِير الْعَرَب الْقَائِم على المولدين وَقَالَ يحيى بن أخي يحيى بن صقالة من قصيدة طَوِيلَة يمدح فيهاسوارا وَيذكر وقيعة إلبيرة ويناقض العبلى شَاعِر المولدين وَقيل إِنَّهَا لسَعِيد بن جودي
لسوار على الْأَعْدَاء سيف    أباد ذوى الغواية فأضمحلوا
سقاهم كأس حتف بعد حتف     بهَا نهل العبيد مَعًا وعلوا
قتلت بِوَاحِد سوار ألفا     وألفهم بواحدنا يقل
وَأكْثر قتلنَا لَهُم حَلَال    بِمَا أرتكبوه ظلما وأستحلوا
فأوردنا رقابهم سيوفاً     تشب النَّار مِنْهَا إِذْ تسل
ورثنا الْعِزّ عَن آبَاء صدق    وإرثكم بني العبدان ذل
وَأول شعر العبلي
قد أنقصفت قناتهم وذلوا    وضعضع ركن عزهم الْأَذَل
فَمَا طلت دِمَاؤُهُمْ لديهم     وهاهم عندنَا فِي البير طل
وَمن شعر سوار قَوْله من قصيدة طَوِيلَة
صرم الغواني يَا هنيد مودتي     إِذْ شَاب مفرق لمتي وقذالي
وصددن عني يَا هنيد وطالما     علقت حبال وصالهن حبالي

## وفاته
قتل فِي صدر سنة سبع وَسبعين وَمِائَتَيْنِ الموافق 890 م  فَكَانَ أمده فِي رئاسته نَحْو الْعَام وألحق بزعامتهم صاحبه سعيد بن سليمان الجودي

## وصلات خارجية
- سوار بن حمدون